# Portal de Prades
El Portal de Prades és una obra de Prades (Baix Camp) inclosa a l'Inventari del Patrimoni Arquitectònic de Catalunya.

## Descripció
La vila de Prades està situada a uns 950 m d'altitud. "Prades ha conservat sempre la capitalitat de la muntanya, per bé que el seu nom, després de l'Edat Mitjana, no sonés massa. Ha estat cremada dues vegades i ha sofert l'assot de les guerres, a causa de la seva situació preeminent dalt de la serra... L'antiga esglesiola romànica i els panys de muralla que resten són edificats en carreus d'arenisca roja i les cases actuals també hi són bastides. Això dona al petit poble un color de mare de vi que el caracteritza... Al costat de l'església parroquial, de gran nau, i estrebat a les seves parets hi ha un dels vells portals, el Portal per antonomàsia, de fines dovelles i amb lladroneres... El portal ara dona a una placeta produïda per l'avenç modern de la població, en la qual s'alça una creu de terme".

## Història
"Ramon Berenguer IV donà a Prades carta de població el 1159 i la vileta restà infeudada a la Corona. En 1324, Jaume II creà per al seu fill Ramon Berenguer el comtat de les Muntanyes de Prades, però aviat (1341) el titular el permutà amb el seu germà Pere, pel d'Empúries. El senyoriu d'aquest comtat va estendre's per tot el Priorat i part de la Conca de Barberà i del Camp de Tarragona... Baldament els comtes de Prades gairebé mai no usaren el títol amb el nom complet de Muntanyes de Prades- no habitessin la vila, la capital de llur feu tingué una certa importància. Estava emmurallada i els panys de defensa acabaven en fossats i se sortia del recinte per diversos portals. Encara n'hi resten d'aquests portals, així com basaments de torres i trossos de muralla." (Igl.-Sant.-Am.)